# Kildalkey Head
Das Kildalkey Head ist eine wuchtige und felsige Landspitze der Insel Heard im südlichen Indischen Ozean. Sie trennt die Cave Bay im Norden von der South West Bay im Süden.
Benannt ist die Landspitze nach dem südafrikanischen Walfangschiff Kildalkey unter Kapitän H. Hansen, dessen Besatzung 1929 im Zuge der British Australian and New Zealand Antarctic Research Expedition (1929–1931) unter der Leitung des australischen Polarforschers Douglas Mawson auf der Insel Heard die Admiralty Hut errichtet und den Union Jack gehisst hatte.